# Финансовая независимость
Финансовая независимость — состояние экономического агента, характеризующееся определённым соотношением расходов и доходов, уровнем и структурой капитала, наличием собственных доходов и т. п.
Данная категория имеет различное содержание в зависимости от предмета (люди, компании, государственные органы) и методики рассмотрения (экономической, финансовой, социологической, психологической).

## Финансовая независимость людей
Финансовая независимость людей складывается из: планирования бюджета, получения образования и вложения средств в финансовые инструменты. Можно выделить несколько этапов на пути к полноценной финансовой независимости:
- финансовая защита — объём резервов, позволяющих шесть месяцев делать жизненно важные покупки;
- финансовая стабильность — наличие капитала, проценты по которому покрывают жизненно важные расходы;
- финансовая независимость — наличие капитала, проценты по которому покрывают как жизненно важные расходы, так и иные потребности.

Финансовая независимость тесно связана с процессом социализации и является важнейшим маркером её успешности. Преследуя цель: финансовую независимость от родителей — молодые люди формируют специфические личностные качества, социальную ответственность параллельно создавая человеческий и социальный «капитал».

## Финансовая независимость компаний
Финансовая независимость предприятия — это способность использовать собственные средства для реализации операционной и инвестиционной деятельности или способность к финансированию активов. Бухгалтерский баланс и структура его пассива является основой для анализа финансовой независимости компании. Финансовая независимость от внешних субъектов достигается при превышении объёма собственного капитала над заемным капиталом. Характер использования капитала также влияет на финансовую независимость, например высокая доля дебиторской задолженности, производственных запасов ослабляет финансовую независимость предприятия.
Объективное определение уровня финансовой независимости происходит на основании расчета коэффициентов по данным финансового учёта и отчетности, например для сельскохозяйственных предприятий используются следующие коэффициенты: Коэффициент финансовой независимости {\textstyle {\frac {\text{СК}}{\text{Б}}}} и Коэффициент финансовой независимости в отношении формирования запасов и затрат {\textstyle {\frac {\text{СК}}{\text{ЗН}}}}.
Указанные выше коэффициенты составляют малую часть от всех используемых показателей финансовой независимости.
Текущая финансовая независимость является характеристикой финансового состояния, когда даже низколиквидные активы обеспечены качественными пассивами. Также выделяют перспективную финансовую независимость, которая показывает готовность организации при необходимости успешно заместить все используемые заемные средства.

## Финансовая независимость госорганов
В рамках государственного управления выделяют финансовую независимость, где последняя проявляется в отношениях между государственными органами. В статье 7 Лимской декларации указывается, что Высший орган финансового контроля должен иметь средства для выполнения возложенных задач, возможности обращаться за выделением средств непосредственно в государственный орган, принимающий решение по национальному бюджету а так же свободу использования выделенных средств.
Существуют такие специфические виды финансовой независимости, которые характерны исключительно для Центрального банка России, в частности она распространяется на вопросы определения собственного бюджета Центрального банка. Согласно Соломоновой и Резнику финансовая независимость Банка России выражается в том, что он осуществляет свои расходы за счет собственных доходов. С учётом наличия подотчетности (годовой отчет, заключение) Центрального банка перед Государственной думой и Правительством степень финансовой независимости можно считать средней.